# Bathyspondylus
Bathyspondylus is een geslacht van de Plesiosauria dat tijdens de late Jura leefde in het gebied van het huidige Engeland. De enige benoemde soort is Bathyspondylus swindoniensis. De soort is slecht bekend, maar heeft een historisch belang als een van de eerste plesiosauriërs die gevonden werden.
Bij Swindon werd in 1774 een skelet gevonden van een reptiel waarvan we nu weten dat het een plesiosauriër betreft; indertijd was het hele begrip Plesiosauria nog niet ontwikkeld. Het werd later verworven door William Cunnington III en vermoedelijk na diens dood in 1810 overgebracht naar het Devizes Museum waar het in 1888 vermeld wordt onder het inventarisnummer DM 1774.
In 1982 werd het bestudeerd door de amateurpaleontoloog Justin B. Delair en benoemd als de typesoort Bathyspondylus swindoniensis. De geslachtsnaam combineert het Grieks bathys, "diep", en spondylos, "wervel", een verwijzing naar de hoge (deep in het Engels) wervels. De soortaanduiding verwijst naar de herkomst bij Swindon, dicht bij het latere talud van de Great Western Railway.
Het holotype is vermoedelijk gevonden in een laag van de Kimmeridge Clay Formation die dateert uit het Kimmeridgien. Het bestaat uit een skelet met schedel. Bewaard zijn gebleven: twintig borstwervels, drieëntwintig centra van ruggenwervels, een wervellichaam van een staartwervel, stukken wervelboog, ribben, een zitbeen, een schaambeen, middenhandsbeenderen en kootjes.
Een moderne beschrijving ontbreekt. De lichaamslengte moet rond de twee meter hebben gelegen. Delair beklemtoonde dat de amfiplatte wervellichamen horizontaal kort waren, vandaar de geslachtsnaam. Het zijn desalniettemin afgeplatte ovalen, meer dan driemaal breder dan van voor naar achter lang.
Delair zag zowel kenmerken van de Plesiosauroidea als de Pliosauroidea, de twee groepen waarin in 1982 nog alle plesiosauriërs verdeeld werden. Zonder verbeterde beschrijving kan de fylogenie niet betrouwbaar bepaald worden; wervelcentra zijn überhaupt weinig diagnostisch bij plesiosauriërs.